# Dichostatoides rubromaculatus
Dichostatoides rubromaculatus är en skalbaggsart som först beskrevs av Stefan von Breuning 1938.  Dichostatoides rubromaculatus ingår i släktet Dichostatoides och familjen långhorningar.
Artens utbredningsområde är Nigeria. Inga underarter finns listade i Catalogue of Life.